# Bataille de Carberry Hill
 (avril 2025).
La bataille de Carberry Hill a eu lieu le 15 juin 1567, près de Musselburgh, East Lothian, à quelques kilomètres à l'est d'Édimbourg, en Écosse. Un certain nombre de seigneurs écossais se sont opposés au règne de Marie, reine d'Écosse, après qu'elle eut épousé le comte de Bothwell, qui était largement soupçonné d'avoir assassiné son précédent mari, Lord Darnley. Les Lords avaient l'intention de venger la mort de Darnley. Cependant, Bothwell s'échappa de l'affrontement à Carberry tandis que la reine Mary se rendait. Marie abdiqua, s'échappa de prison et fut vaincue à la bataille de Langside. Elle s'exila en Angleterre tandis que ses partisans prolongeaient la guerre civile en Écosse.

## Conflit
En mai 1567, la reine Marie d'Écosse épousa James Hepburn, 4e comte de Bothwell. De nombreux alliés de la reine qui la soutenaient auparavant, notamment Maitland, Morton, Balfour et Murray de Tullibardine, désapprouvèrent cette décision et choisirent de s'opposer à elle. Bon nombre des mêmes Lords qui avaient exprimé leur désapprobation en juin avaient signé l'Ainslie Tavern Bond en avril, seulement deux mois plus tôt, s'engageant à soutenir le mariage.
En avril, Bothwell, ainsi que plusieurs autres, avaient été accusés du meurtre de Lord Darnley. Bothwell a été acquitté de l'accusation. Son procureur en chef, le père de Lord Darnley, le comte de Lennox, ne s'est pas présenté au procès malgré de multiples convocations. Ses 3 000 soldats furent repoussés face aux 4 000 hommes de Bothwell, et Lennox choisit alors de ne pas apparaître. La loi écossaise de l’époque interdisait à un accusateur d’amener des troupes armées à un procès. De nombreux nobles écossais ont contesté le verdict du procès, et James Murray, frère du Laird de Tullibardine, a proposé de se battre en duel avec Bothwell ou de prouver la culpabilité du meurtre de Darnley sur les hommes de main de Bothwell . Malgré cette dissidence très publique, Marie fit de Bothwell le duc d'Orcades et marquis de Fife le 12 mai 1567, puis l'épousa trois jours plus tard. Le 11 juin 1567, les ennemis de Bothwell se rassemblèrent en armure à Édimbourg, avec une proclamation imprimée de leur intention de délivrer la reine, de venger le meurtre de Darnley et de préserver le prince.

## Impasse à Carberry Hill
Avec seulement le soutien des Hamilton, la reine Mary et Bothwell quittèrent le château de Fa'side le matin du 15 juin 1567 et prirent position sur le champ de bataille voisin de Carberry Hill face auxseigneurs confédérés rebelles. L'armée de Marie, selon John Knox, prit position à Carberry Hill dans un retranchement fait par les Anglais pour la bataille de Pinkie vingt ans auparavant. Ils étaient armés de canons et d'armes d'hast apportés du château de Dunbar. Selon une lettre envoyée à l'archevêque de Glasgow, la reine disposait de 200 "hagbutters" commandés par les capitaines Alexander Stewart et Hew Lauder de sa garde royale. Sept ou huit canons ont été apportés du château de Dunbar pour défendre la position de la reine au "vieux fort" près du château de Fawside . Les hommes de Bothwell avaient également apporté 300 piques de l'armurerie de Dunbar. Après la reddition, ces armes furent saisies et dispersées, et en septembre 1567, le Conseil privé écossais écrivit aux villages autour de Carberry pour demander leur restitution.
Les seigneurs confédérés s'approchèrent de Musselburgh avec une armée de force égale, jusqu'au côté nord du Cousland. David Calderwood a écrit qu'ils étaient 2 000, mais avec seulement quelques arquebusiers qui étaient des volontaires d'Édimbourg . Knox, qui connaissait bien la région, a écrit qu'ils avaient contourné la colline pour obtenir une ascension plus facile et faire une approche depuis le village de Carberry sans le soleil dans les yeux. Au début, lors de cette manœuvre, l'armée de Mary pensait que les seigneurs confédérés les contournaient et fuyaient vers Dalkeith. L'affrontement a duré de 11 heures du matin à 17 heures de l'après-midi. Les armées étant dressées les unes contre les autres, l'ambassadeur français Philibert du Croc tenta de négocier et reçut du comte de Morton sa ferme résolution de lutter contre le meurtrier de Lord Darnley . La première action de Bothwell fut de tirer son canon sur les piqueurs de cavalerie qui tentaient d'attirer le groupe de la reine au combat.
Les partisans de la reine Mary portaient la bannière du Lion d'Écosse tandis que la bannière des Lords rebelles représentait une scène de meurtre montrant Darnley mort sous un arbre avec l'enfant Jacques VI, avec la devise : "Juge et venge ma cause, ô Seigneur"  . Cette bannière avait été déployée comme drapeau au château d'Édimbourg.
Bothwell proposa un duel à chacun des seigneurs confédérés. William Kirkcaldy accepta le défi  mais Bothwell ne voulut pas le combattre car il n'était qu'un baron. Il refusa également Murray de Tullibardine, puis Lord Lindsay. Il faisait chaud, la journée s'éternisait et les partisans de la reine Mary n'avaient rien à boire . Deux des partisans de Bothwell, Edmund Blackadder  et le laird de Wedderburn, comprenant que Bothwell avait l'intention de partir, présentèrent leurs excuses à la reine et s'en allèrent . En réponse à un serment fait par les seigneurs rebelles, la reine Mary accepta de se rendre à Kirkcaldy et on dit qu'il l'aurait fait se rendre officiellement aux seigneurs confédérés au château de Cousland . Un dessin du champ de bataille envoyé à Londres avec une lettre d'information a survécu et donne une idée schématique des événements.

Lorsque William Drury, maréchal de Berwick, envoya à Londres un dessin de la bannière des Lords confédérés et le plan, il ajouta ce post-scriptum :
"La tenue de la reine sur le terrain était à la mode des femmes d'Édimbourg, avec un jupon rouge, des manches nouées avec des pointes, une "partte", un chapeau de velours et un cache-nez. Elle a usé de grandes persuasions et de grands encouragements auprès de son peuple pour qu'il tente sa chance par la bataille. Pour lui souhaiter la bienvenue, les seigneurs lui montrèrent la bannière avec le corps mort, et en le voyant, ils dirent qu'elle aurait souhaité ne jamais l'avoir vu. La bannière a été accrochée devant sa fenêtre à la maison du prévôt (à Édimbourg), ce qui l'a beaucoup offensée .
George Buchanan a écrit que Marie s'est rendue "vêtue seulement d'une courte robe minable, qui lui arrivait à peine au-dessous du genou" . Marie avait laissé sa tenue plus élaborée dans un coffre au château de Fawside : une robe noire cousue de grains de jais, un manteau et une cape cramoisis, et son chapeau brodé d'or et d'argent.

## Les hommes de la reine et du roi
Selon la chronique ultérieure intitulée L'Histoire de Jacques Sexte, les partisans de la reine Marie à Carberry étaient George Seton, 7e Lord Seton, Lord Hay de Yester, Lord Borthwick, John Cockburn d'Ormiston, Home de Wedderburn, Blackadder de Tulliallan et Cockburn de Langtoun.
Les seigneurs confédérés comprenaient le régent Morton, John Erskine, comte de Mar, Alexander Cunningham, 5e comte de Glencairn, les seigneurs Lindsay, William Ruthven, 1er comte de Gowrie, Alexander Home, 5e Lord Home, Lord Sempill, Lord Sanquhar, et les lairds William Murray de Tullibardine, Douglas de Drumlanrig, Kirkcaldy de Grange et tous leurs cavaliers et fantassins.

## Conséquences
Les seigneurs rebelles emmenèrent la reine Mary à Édimbourg. Certaines chroniques disent qu'elle fut d'abord détenue dans le logement de Simon Preston de Craigmillar. Trahissant leur serment à Carberry Hill, les seigneurs l'emprisonnèrent au château de Lochleven, près de Kinross, où son gardien était Sir William Douglas, demi-frère de James Stewart, 1er comte de Moray. William Kirkcaldy était furieux de la trahison des seigneurs rebelles. Selon George Buchanan, l'espion Ninian Cockburn s'est précipité à la cour de France avec la nouvelle de la capture de Marie. En chemin, il rattrapa son ambassadeur, William Chisholm, évêque de Dunblane, qui ignorait la défaite de Marie, et le devança devant Charles IX de France et Catherine de Médicis.
La reine Mary resta en prison pendant onze mois tandis que les accusations continuaient de la part des Lords rebelles. Bothwell obtint un navire et se rendit d'abord aux Shetland, où il fut aidé par Olave Sinclair  puis échappa à Murray de Tullibardine et à William Kirkcaldy dont le navire, le Lion, s'est échoué. Enfin, il traversa la mer vers la Norvège, la captivité et la folie.
Mary s'est échappée de Lochleven et s'est rendue au château de Dumbarton, à l'ouest de l'Écosse. Elle fut entraînée dans la bataille de Langside et vaincue. Marie chercha finalement refuge en Angleterre mais fut capturée puis exécutée en 1587. En Écosse, ses partisans ont continué la guerre civile pendant les cinq années suivantes.